# Samux
Samux (fino al 2008 chiamata Nəbiağalı) è una città dell'Azerbaigian, capoluogo dell'omonimo distretto.